# Mark Kadima
Mark Kadima Wamukoya (* 30. April 1964 in Kakamega) ist ein kenianischer Geistlicher und römisch-katholischer Bischof von Bungoma.

## Leben
Mark Kadima besuchte nach dem Abschluss der Grundschule das Knabenseminar in Kakamega und das dortige Gymnasium Tindinyo College. 1985 absolvierte er das Propädeutikum am St. Mary’s Senior Seminary des Bistums Nakuru. Seine philosophischen und theologischen Studien begann er am Priesterseminar in Mabanga. Das Studium schloss er in den Jahren 1987/88 in Rom an der Päpstlichen Universität Urbaniana ab, an der er anschließend für weitere Studien blieb und das Lizenziat in Theologie erwarb. Am 2. Oktober 1993 empfing er das Sakrament der Priesterweihe für das Bistum Kakamega.
Nach der Priesterweihe war er neben Aufgaben in der Pfarrseelsorge Lehrer und von 1996 bis 1999 Rektor des Knabenseminars in Kakamega. Von 1999 bis 2001 studierte er an der Päpstlichen Diplomatenakademie und wurde in dieser Zeit zudem an der Urbaniana im Fach Kanonisches Recht promoviert. Zum 1. Juli 2001 trat er in den diplomatischen Dienst des Heiligen Stuhls und war an den Nuntiaturen in Kolumbien, Angola, Bangladesch, Ghana, Griechenland und Brasilien eingesetzt. Seit April 2018 war er an der Nuntiatur im Südsudan tätig.
Papst Franziskus ernannte ihn am 14. Dezember 2021 zum Bischof von Bungoma. Die Bischofsweihe empfing er am 19. Februar des folgenden Jahres.